# Louis-Hector de Galard de Brassac de Béarn
Pour les autres membres de la famille, voir Famille de Galard.
Louis-Hector de Galard de Brassac de Béarn (12 avril 1802, Paris - 26 mars 1871, Bruxelles), est un militaire, diplomate et homme politique français.

## Biographie
Fils d'Alexandre Léon Luce de Galard de Brassac de Béarn et de Pauline de Tourzel, comtesse de Béarn, petit-fils de Louise-Élisabeth de Croÿ de Tourzel, dernière gouvernante des enfants de France, il passa par l'École polytechnique et l'École d'état-major, puis il accompagna, sous la Restauration, la Dauphine dans son voyage en Vendée. Il débuta ensuite, comme attaché militaire à l'état major de l'armée russe, pour suivre les opérations de la guerre contre les turcs, en 1828, et reçut de Nicolas Ier, à l'assaut de Varna, la croix militaire de Saint-Vladimir. Il a laissé des Souvenirs du voyage fait alors.
De retour en France, en novembre 1828, il entre dans la diplomatie, comme chargé d'affaires à Naples, puis comme envoyé extraordinaire, ministre plénipotentiaire, et enfin ambassadeur auprès de différentes cours de l'Allemagne.
Béarn ne combattit pas le Second Empire, qui le comprit, le 19 juin 1854, sur la liste des membres du Sénat. Opposé à l'unité italienne et dévoué aux intérêts ultramontains, il prit au Sénat la défense du Saint-Siège, ainsi que de l'enseignement catholique. Il se montra aussi très hostile à la liberté de la presse, et vota la loi de sûreté générale.

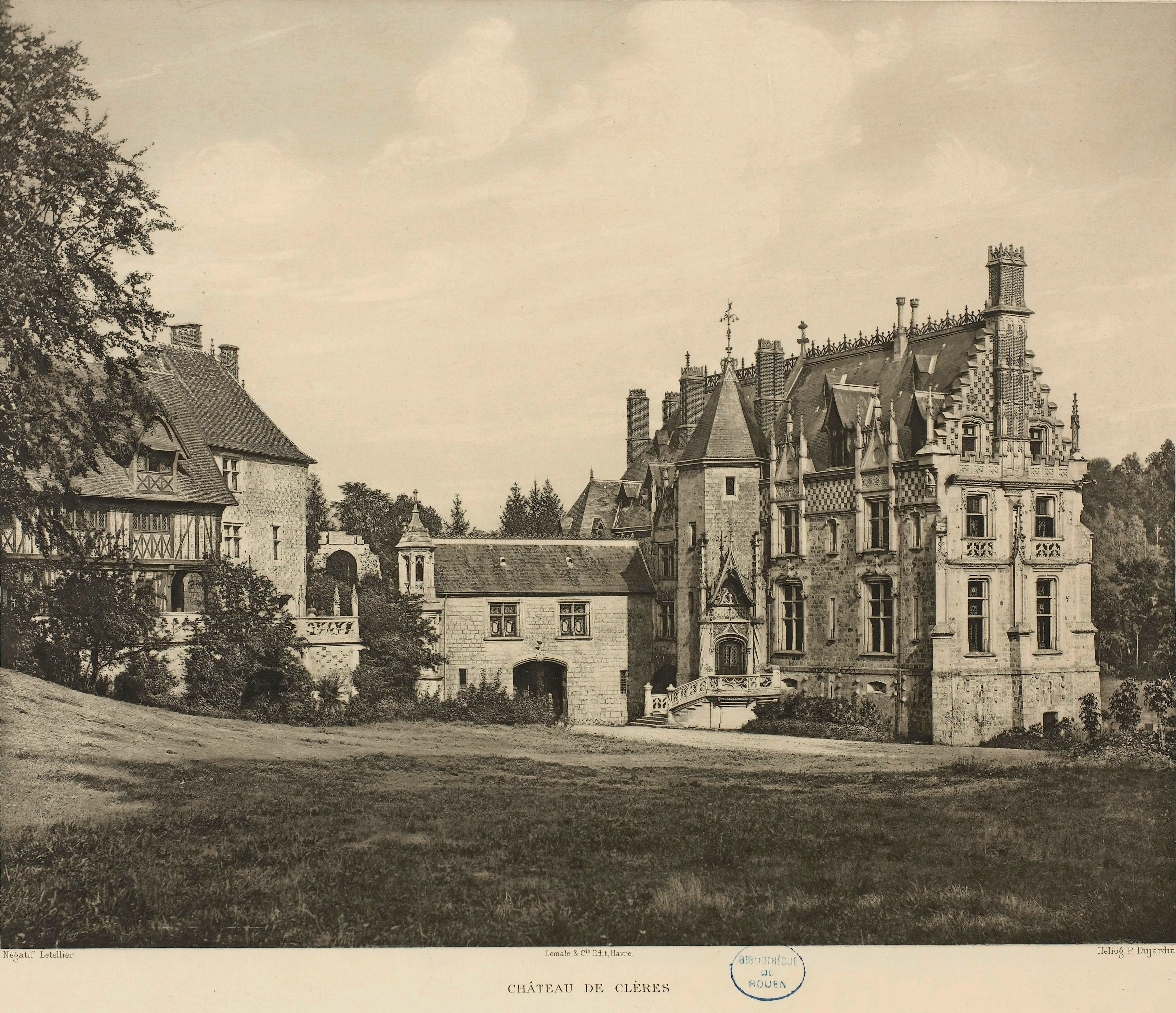
Le château de Clères en 1893

Entre 1853 et 1859, il fit détruire et reconstruire le château de la Rochebeaucourt. Il restaure ensuite le château de Clères, hérité de sa mère. Après la mort de sa seconde épouse, le château de La Rochebeaucourt et le château de Brassac sont vendus. Elle fut inhumée avec lui dans la chapelle du château de La Rochebeaucourt.

### Écrits
- Quelques Souvenirs d'une campagne en Turquie, 1828, sans lieu, 62 pages, illustrations, lire en ligne ;
- Souvenirs de quarante ans - 1789-1830 - Récits d'une Dame de Madame la Dauphine, 1861, Paris, Jacques Lecoffre, 319 pages (publication des souvenirs de sa mère), lire en ligne

### Mariages et descendance
Il épouse :
1°) à Paris le 26 février 1824 Coralie Le Marois (1804-1828), fille de Jean Le Marois, général, comte de l'Empire, député de la Manche (1807-1812), grand officier de la Légion d'honneur, et de Françoise Constance Hopsomère. Dont deux enfants ;  
2°) à Paris le 18 juin 1839 Marguerite de Choiseul Praslin (Paris, 4 août 1820 - Château de Clères, 29 janvier 1891), la fille de Charles-Félix de Choiseul-Praslin. duc de Praslin, pair de France, et de Laure Olympe Le Tonnelier de Breteuil. Dont sept enfants.
Du premier mariage :
- Pauline de Galard de Brassac de Béarn (Paris, 22 juin 1825 - Cannes, 28 novembre 1860), Son portrait, le portrait de la princesse de Broglie, a été peint par Ingres. Elle épouse à Paris le 18 juin 1845 Albert de Broglie, prince puis 4e duc de Broglie, ambassadeur de France, député, sénateur, deux fois ministre et président du conseil (1821-1901), dont postérité ;
- Henri de Galard de Brassac de Béarn, secrétaire d'ambassade, conseiller-général du Tarn et Garonne, chevalier LH (Paris, 1826 - Paris 8e, 15 juillet 1863), marié à Paris le 9 avril 1856 avec Marie-Amélie Gaultier de Rigny (Paris, 7 février 1836 - Ris-Orangis, 6 juillet 1868), fille de Henri Gaultier de Rigny, amiral, député, ministre, et d'Adèle de Fontaine. Sans postérité ;

Du second mariage :
- Gaston de Galard de Brassac de Béarn, officier d'Etat-major (Cassel, 9 juillet 1840 - Pau, 18 juin 1893), marié à Paris 7e le 9 mai 1873 avec Cécile de Talleyrand-Périgord, princesse de Chalais, grande d'Espagne (1854-1890), fille du comte Augustin de Talleyrand Périgord et de Marie Rousseau de Saint-Aignan. Dont postérité : ils sont les grands-parents de Gaston de Béarn ;
- Blanche de Galard de Brassac de Béarn, religieuse (Cassel, 4 mars 1842 - Rouen, 20 février 1917) ;
- Jean de Galard de Brassac de Béarn, secrétaire d'ambassade (Cassel, 27 novembre 1843 - 6 septembre 1875), marié à Paris le 18 août 1870 avec Germaine Demachy (Paris, 13 février 1851 † Villers sur Mer 27 mai 1929), fille de Charles Adolphe Demachy, banquier, régent de la Banque de France. Sans postérité ;
- Adélaïde de Galard de Brassac de Béarn (Paris, 30 novembre 1844 - Paris, 20 avril 1849) ;

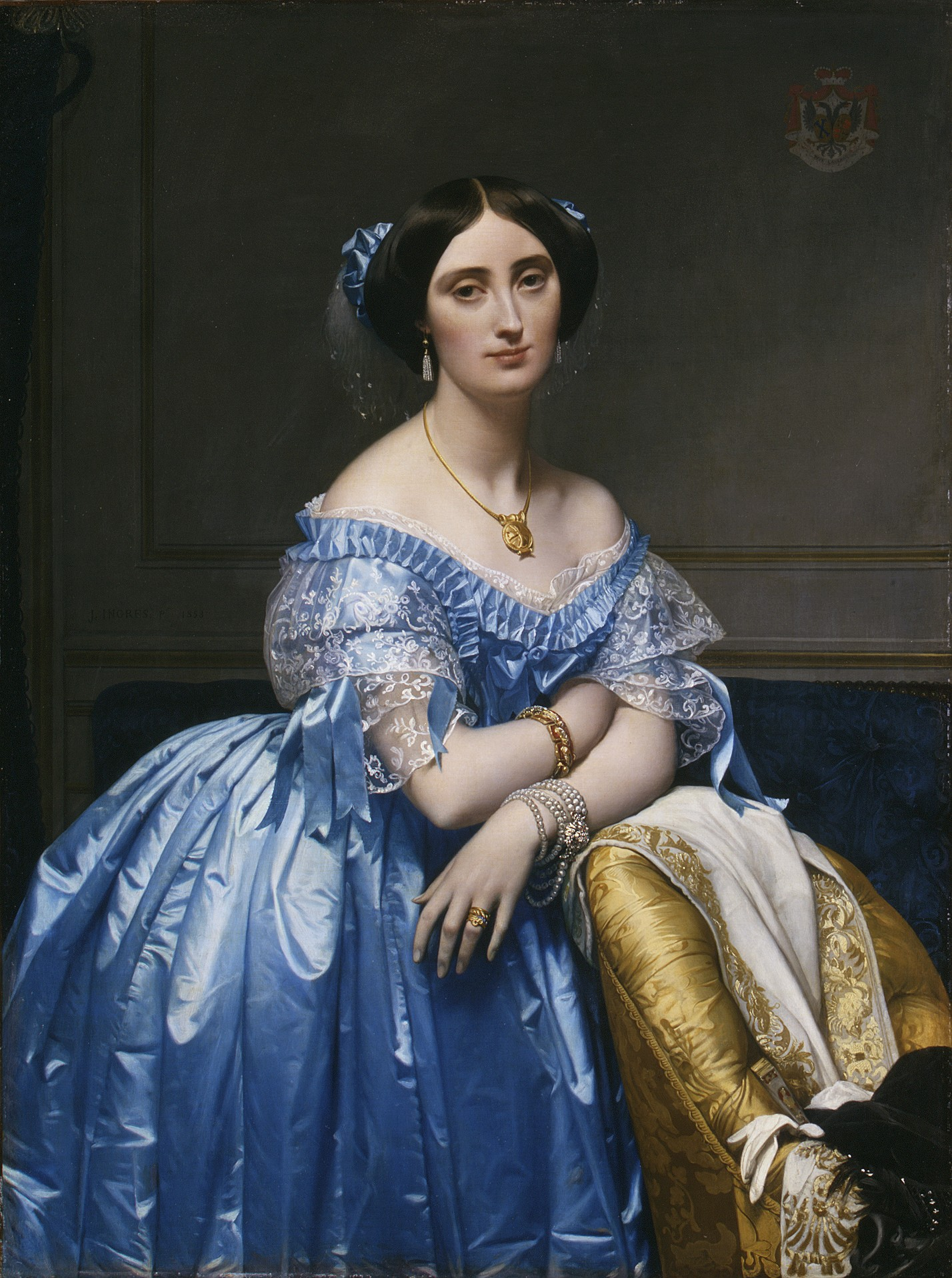
Pauline de Béarn, princesse de Broglie - Jean Auguste Dominique Ingres

- Pauline de Béarn, princesse de Broglie - Jean Auguste Dominique IngresJean Casimir de Galard de Brassac de Béarn (Paris, 20 mars 1852 - Bastia, 27 novembre 1910), marié à Paris le 22 juin 1880 avec Marie-Antoinette Valéry (1858-1940), dont postérité ;
- Jeanne de Galard de Brassac de Béarn, non mariée (château de La Rochebeaucourt, 7 octobre 1856 - Cannes, 17 octobre 1877) ;
- Arsieu de Galard de Brassac de Béarn, attaché d'ambassade (château de La Rochebeaucourt, 21 juin 1863 - Paris, 20 janvier 1939), marié avec Anne Schmitt, puis avec Inès de Laugez. Sans postérité des deux mariages [2] .

## Distinctions
- Grand officier de la Légion d'honneur (1846) (Officier le 30 décembre 1835, chevalier le 14 décembre 1828) ;
- Grand-croix de l'ordre impérial de Léopold[3].
- Décoré des ordres de Saint-Vladimir et de Sainte-Anne de Russie.
- Croix de l'épée de Suède.
- Grand cordon de l'ordre royal des Guelfes de Hanovre.
- Grand cordon de l'ordre de Guillaume de Wurtemberg.